# Szent Imre Katolikus Általános Iskola (Gödöllő)
A gödöllői Szent Imre Katolikus Általános Iskola (az eredeti nevén Szent Imre Katolikus Általános Iskola és Óvoda) egy alapfokú oktatást végző intézmény Gödöllőn. Az iskola elsősorban a gyermek keresztény szellemben történő oktatását, nevelését tűzte ki célul. Az általános iskola elsőtől nyolcadik osztályig végez képzéseket, A illetve B tagozaton.

## Története
Először elemi iskolaként működött 1769-től, egyosztályosként. 1816-ban 42 fiú és 30 lány diákja volt az iskolának. A hivatalos katekizmus, a Biblia, a helyesírás alapjai, a számtan, és Magyarország Földrajza nevű tantárgyak képezték a tanórákat. 1857-ben az akkori adminisztrátor, Sponer József Böhl Ambrus kántor közmegegyezés alapján abban állapodtak meg, hogy a kisebbeket elkülönítik a nagyobbaktól: így született az első és második osztály.
1879-ben épült fel a katolikus népiskola új épülete, amely máig az iskola ún. műemlék épülete. Az építkezéshez azokat a téglákat használták fel, amelyek a Királyi Kastély üvegháza mellett lévő régi iskolaépületből még fel lehetett használni. Az új épület két tanteremből állt, melyben a kántortanító és a segédtanító tanított. Eközben Suszter Konstantin váci püspök épített katolikus felekezetű iskolát Máriabesnyőn. 1895-ben az Imre úti iskola 1895-ben 3 tanteremmel, és 1 tanítóval gyarapodott.
1912-ben épült meg az új, hatosztályos iskola, amely ma is a Szent Imre Katolikus Általános Iskola főépülete. A felépülés után a Miasszonyunkról Nevezett Szegény Iskolanővéreket hívták Gödöllőre tanítani. A kongregáció apostoli célkitűzése: iskolákban és az élet minden területén való nevelés. Az új épületben a tanítás 1912. szeptember 30-án indult meg. 
Az 1930-as években a két iskola (az utóbbi a máriabesnyői) 12 osztállyal működött. Mindkét iskola igazgatói teendőit Szvoboda Dénes látta el. A két iskola létszáma az 1932/1933-as tanévben 560 diákkal működött, ebből 280 fiú, és 280 lány diákkal. 
A Magyar Dolgozók Pártjának hatalomra kerülése után az összes vallási iskolát államosították, és ebbe természetesen ez az iskola is beletartozott. A nagy iskolát kétfelé osztották, ezen iskolának az Imre úti Leányiskola lett a jogutódja. Az iskola négy épületben működött:   
| Megnevezés                     | Építés éve | Tantermek száma | Megjegyzés                                            |
| ------------------------------ | ---------- | --------------- | ----------------------------------------------------- |
| Imre úti emeletes iskolaépület | 1912       | 6 darab         |                                                       |
| Műemlék épület                 | 1879       | 3 darab         |                                                       |
| Alvégi iskolaépület            | 1928       | 3 darab         | Klebensberg Kunó építette, a Török Ignác utcában volt |
| Gábor Áron utcai iskolaépület  | 1860       | 5 darab         |                                                       |

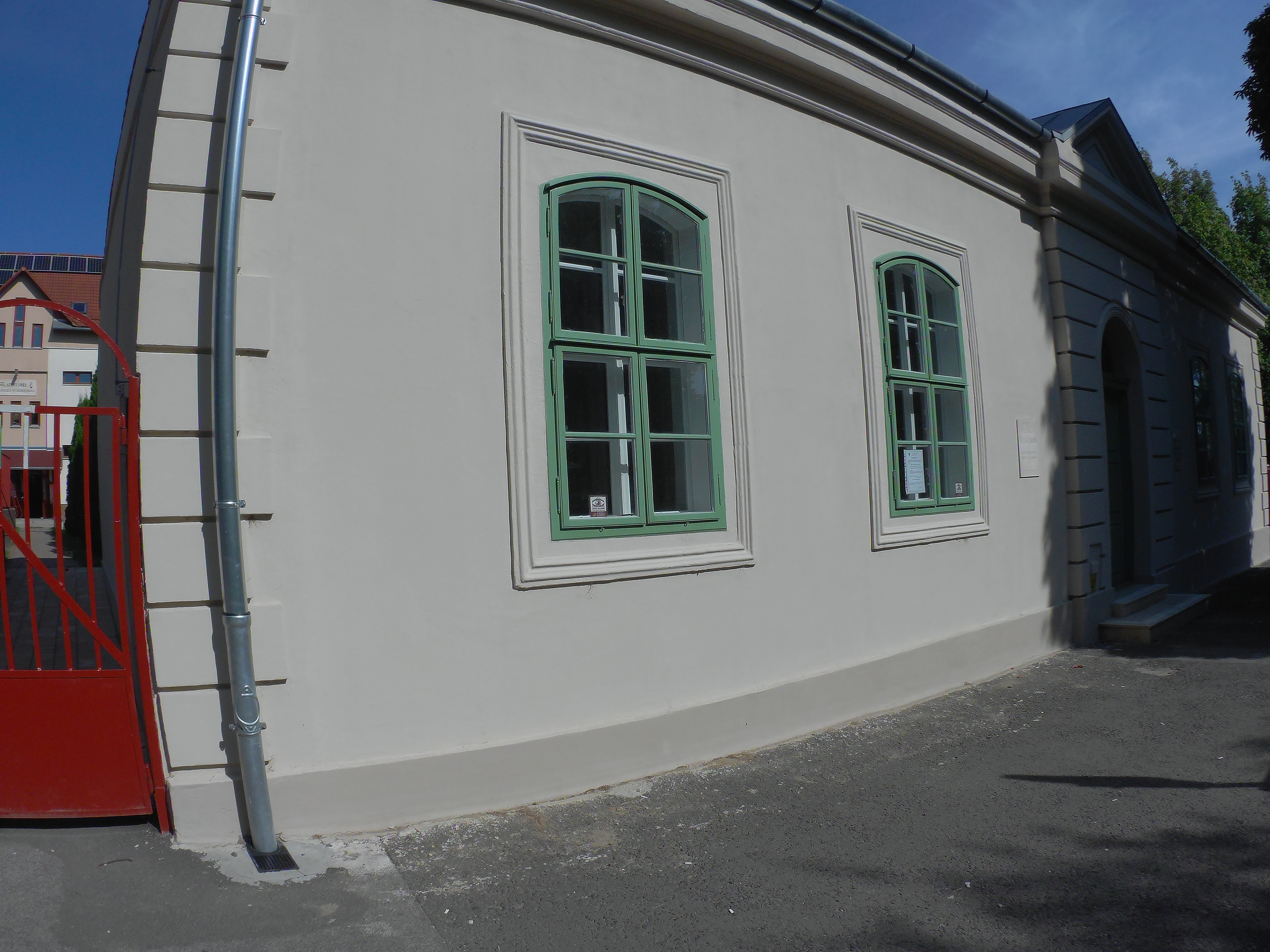
Az úgynevezett Műemlék Épület. Régen lakóház is volt

1953-tól a Leányiskola mellett lévő fiúiskolával közösen használták a Hamvay-Kúria nagytermét, ahol testnevelésórákat és rendezvényeket tartottak. Az orosz nyelv tanítását az iskolában 1956-ban vezették be kötelezően a felsős osztályokban. 
1970-től a helyhiány enyhítésére többször bővült egy-egy szükségépülettel az intézmény. 1980-ban végül átadták a 12 tantermes, modern épületet, amely ma a gödöllői Erkel Ferenc Általános Iskola épülete. Az iskola az Erkel Ferenc nevet egyébként 1981-ben vette fel.
A rendszerváltás után 1991-ben felvetődött egy katolikus iskola beindításának gondolata. Az intézmény beindítása 1993-ban indult el, amikor a város képviselő-testületének döntése értelmében az Imre úti emeletes iskolaépület visszakerül az egyházközség tulajdonába. Mivel az azonnali teljes átadás gondot okozott volna az Erkel iskolának, ezért megállapodás lett az önkormányzat és a két iskola közt, amely tartalmazta az épület átadásának ütemtervét.
1. Ennek első lépése az volt, hogy a két iskola közösen használta az iskolaudvart és az épületet.
2. 1997/98-as tanévre szóló megállapodás értelmében pedig az Erkel Ferenc iskola két tantermet használhatott a műemlék épületben, cserébe az ebédeltetés náluk oldódott meg.

Miután megvolt a beindításhoz az egyik legfontosabb feltétel (az épület), megkezdődött az iskola szervezése Szecsődi Péter plébános vezetésével. 1993. szeptember 1.-jén 102 egy, ill. két osztályos diákkal és 9 pedagógussal a Szent Imre Katolikus Általános Iskola ismét megkezdte működését. Azóta 8 évfolyammal működik az intézmény.

## Oktatás jellemzői
Az iskolában 1.-8. általános iskolai osztályig van képzés, minden osztályból A és B tagozattal. Így összesen 16 osztály működik 16 osztályfőnökkel és 16 segédosztályfőnökkel. Az iskola jelenleg 42 pedagógussal rendelkezik.

### Emelt szintű hitoktatás
Az iskolában emelt szintű hitoktatás folyik, miszerint a heti egy óra helyett 2 szerepel mind az alsó tagozat, mind a felső tagozat órarendjeiben.
Minden szerda reggel az órarend szerinti 0. órában az iskola lelki vezetője szentmisét tart az intézmény ebédlőjében. A szentmisén minden osztály közösen részt vesz.

### Más, kötelező tantárgyak
- Az iskolában 1-től 5. osztályig úszásoktatás folyik. Az úszásokat az újonnan felépült Gödöllői Városi Uszodában tartják meg a 2021/22-es tanévtől.
- Alsó tagozatban néptánc oktatása, felső tagozatban társastánc oktatása folyik.
- Az iskola részt vesz a Váci Egyházmegye Katolikus Iskolái által szervezett Családi Életre Nevelés programban. A felső tagozat órarendjében kéthavonta szerepel egy-egy röviden CSÉN óra.

## Szakkörök, nem kötelező foglalkozások
Az iskolában a kötelező tantárgyakon kívül más szakkörökre is lehet jelentkezni.

### Tantárgyakhoz kapcsolódó szakkörök
- magyar szakkör
- matematika szakkör
- természetismeret szakkör (felső tagozat)
- rajz szakkör
- idegen nyelvi (angol, német) szakkör (felső tagozat)
- kézműves szakkör (alsó tagozat)

### Sporthoz kapcsolódó foglalkozások (A COVID-19 járvány miatt felfüggesztve a 2020/21 tanévben)
- játékos sport
- versenyelőkészítő (felső tagozat)
- labdarúgás (Bozsik-program)
- kosárlabda (alsó tagozatban kosárpalánta néven)
- asztalitenisz
- sakk
- kölyök atlétika (alsó tagozat)
- judo
- művészi torna (alsó tagozat)

### Egyéb foglalkozások
- média szakkör (felső tagozat)
- szolfézs (A Fréderic Chopin Alapfokú Művészeti Iskola növendékeinek tartott szolfézsóra az iskolában)
- énekkar (alsó tagozatban mini énekkar névvel)
- színházlátogatók köre (alsó tagozat)

## Ünnepek, megemlékezések

### Szent Imre-nap  (November 4.)
Az iskola egyik legfőbb ünnepe a Szent Imre-nap, amikor a diákok az iskola névadójáról, Szent Imréről emlékeznek meg. Általában a 3. évfolyam szokott egy-egy szent életének bemutatásával emlékezni.

### Nepomuki-nap (május vége körül)
A Nepomuki-napon szokott lenni az iskola előadása. Rendszerint délután, a gödöllői Művészetek Háza színháztermében minden osztály bemutat egy táncprodukciót, az alsó tagozatosok népi táncprodukciót. Ezenkívül az előadás versekkel, zenei előadásokkal egészül ki.

### Október 23.
Erre a nemzeti ünnepre az iskola úgy emlékezik meg, hogy a 8. évfolyam egy, a forradalom eseményeit bemutató előadást ad elő.

### Március 15.
A forradalom eseményeit a 7. évfolyam szokta bemutatni. 2020-ban az osztályok egy, az iskola Média Szakköre által elkészített videót nézhettek meg az előadásról, ugyanis Magyarország Kormánya által létrehozott határozat szerint a 100 főnél nagyobb beltéri rendezvényeket nem lehet megtartani. (A határozat a koronavírus-járvány elterjedése miatt lett elrendelve.